# Dryslwyn Castle
Dryslwyn Castle ist eine Burgruine in Carmarthenshire in Wales. Die als Kulturdenkmal der Kategorie Grade I klassifizierte und als Scheduled Monument geschützte Ruine war eine der größten Burgen, die von den walisischen Fürsten errichtet wurden. Die Ruine liegt bei Llanarthney 8 km östlich von Carmarthen auf einem steilen Hügel über dem Afon Tywi.

## Geschichte

### Gründung und Ausbau im 13. Jahrhundert
Die genaue Entstehungszeit von Dryslwyn Castle ist nicht bekannt, doch vermutlich wurde sie um 1230 von Rhys Gryg erbaut. Rhys Gryg hatte zwei Söhne, sein älterer Sohn Rhys Mechyll konnte so den Hauptsitz Dinefwr Castle erben, während sein jüngerer Sohn Maredudd die neue Burg Dryslwyn erben konnte. 1245 wurde Maredudd in der Burg erfolglos von englischen Truppen aus Carmarthen belagert. 1257 geriet Maredudd mit dem walisischen Fürsten Llywelyn ap Gruffydd in Streit und war seitdem ein Verbündeter der Engländer. Maredudd baute die Burg um die Mitte des 13. Jahrhunderts weiter aus, und nach seinem Tod 1271 erbte sein Sohn Rhys ap Maredudd die Burg. Im Gegensatz zu allen anderen walisischen Fürsten war auch Rhys ein Verbündeter der Engländer, weshalb er nach dem Sieg Eduard I. über Llywelyn ap Gruffydd 1277 seine Burg behalten durfte. Entgegen den Versprechungen des Königs erhielt er jedoch nicht Dinefwr Castle, die Burg seines Vetters Rhys Wyndod, als Belohnung für seine Treue. Dennoch unterstützte er im Krieg von 1282 bis 1283 weiter die Engländer und wurde nach dem englischen Sieg mit Gebietserweiterungen auf Kosten seines Vetters belohnt. Dadurch verfügte er nun über die Mittel, Dryslwyn Castle weiter auszubauen. Wegen Grenzstreitigkeiten geriet er jedoch bald in Konflikt mit dem königlichen Justitiar von Westwales, und als er sich vor einem englischen Gericht verantworten sollte, begann er im Juni 1287 eine offene Rebellion gegen die englische Herrschaft.

### Die Belagerung von 1287
Nachdem Rhys die Burgen von Llandovery, Dinefwr und Carreg Cennen erobert und weite Gebiete in Südwales geplündert hatte, rüsteten die Engländer zum Gegenschlag. Da der König in seinen Besitzungen in Frankreich war, übernahm sein Stellvertreter und Cousin Edmund von Cornwall die Führung über die Truppen, die ab Mitte Juli in England und Wales zusammengezogen wurden. Rhys ap Maredudd verschanzte sich daraufhin in Dryslwyn Castle, das er in den letzten Jahren zu einer mächtigen Festung ausgebaut hatte. Am 9. August brach Edmund an der Spitze einer 4000 Mann starken Armee von Carmarthen zur Belagerung von Dryslwyn auf. Am 15. August wurde er durch Truppen aus Chester unter Reginald  Grey und aus Montgomery unter Roger Lestrange verstärkt, so dass die englische Armee etwa 11.000 Mann stark war und am gleichen Tag mit der Belagerung von Dryslwyn Castle begann.
Unter den Truppen aus Chester befanden sich zahlreiche Handwerker und Bauleute, die von den Baustellen der Burgen Eduards I. in Nordwales abgezogen worden waren. Diese errichteten eine Blide, mit der Steine mit einem Gewicht von über 50 kg und einem Durchmesser von über 40 cm Durchmesser auf die Mauern der Burg geschossen werden konnten. Dazu begannen die Belagerer die Mauern der Burg zu unterminieren, vor allem die an der Ostseite der Burg. Als dadurch ein Teil der Mauer frühzeitig zusammenbrach, wurden neben 150 Arbeitern auch einige Ritter wie John de Bonvillars und William de Munchensi, die die Baustelle inspizierten, erschlagen. Nach dreiwöchiger Belagerung wurde die Burg am 5. September erobert, doch Rhys ap Maredudd konnte entkommen. Er konnte sich später der Burg von Newcastle Emlyn bemächtigen, doch diese wurde mit Hilfe der Blide im Januar 1288 ebenfalls erobert. Rhys konnte erneut entkommen und lebte auf der Flucht, doch 1292 wurde er schließlich verraten und in York hingerichtet.
Durch zeitgenössische Chroniken und durch spätere archäologische Ausgrabungen ist die Belagerung gut dokumentiert.

### Dryslwyn Borough
Nördlich und östlich der Burg entstand auf dem Gipfelplateau unter Rhys ap Maredudd eine kleine Stadt, die 1281 eine Charter erhielt. Die Stadt hatte 34 Hausstellen und war mit Gräben, Wällen, Mauern und zwei Toren befestigt, verfügte aber über keine Kirche. Nach der Eroberung von 1287 wurde die Stadt mit englischen Siedlern besiedelt. Die Siedlung überstand die Zerstörung der Burg im 15. Jahrhundert, wurde aber im 17. Jahrhundert endgültig verlassen.

### Die Burg unter englischer Herrschaft
Nach der Eroberung ließen die Engländer die zerstörte Burg wieder errichten, nahmen aber keine größeren Um- oder Ausbauten vor. Sie diente als Verwaltungssitz und Symbol der königlichen Herrschaft. 1317 vergab Eduard II. die Burg an seinen Vertrauten Hugh le Despenser. Während des Despenser War, der Revolte der Marcher Lords gegen den unpopulären Despenser wurde die Burg 1321 erobert und geplündert. 1403 übergab der walisische Verwalter die Burg an Owain Glyndŵr, der sie als Basis für weitere Angriffe und Überfälle nutzte. Nachdem sich Owain Glyndŵr vor den Engländern zurückziehen musste, schleiften die Engländer die Burg, damit sie nicht weiter als Stützpunkt der Rebellen dienen konnte. Nach der endgültigen Niederschlagung der Rebellion wurde die Burg niedergebrannt und die Ruinen wurden eingerissen.
Zwischen 1980 und 1995 fanden in der Burg umfangreiche archäologische Ausgrabungen statt. Heute wird die Ruine von Cadw verwaltet und ist zu besichtigen.

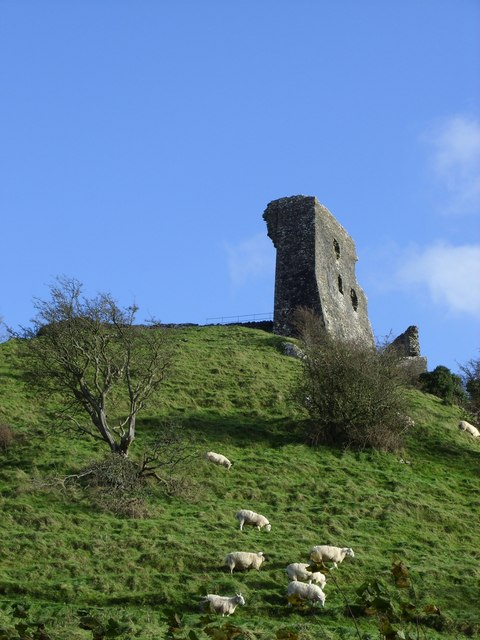
Die Reste der Halle gehören zu den wenigen Überresten der Burg

## Anlage
Die Burg wurde auf einem isoliert stehenden Felsen über dem Tywi erbaut, der nach Süden steil zum Fluss abfällt. Von der die Burg im Norden und Osten umgebenden Siedlung sind nur geringe Mauerreste und Geländespuren erhalten. Die eigentliche Burg erstreckte sich über drei Höfe von Ost nach West und war von der Siedlung durch einen weiteren Graben getrennt. Von der äußeren und der mittleren Vorburg, die die Wirtschaftsgebäude enthielten, sind nur geringe Reste Mauerreste und Fundamente sichtbar.
Die Kernburg, die sich am westlichen Rand des Berges befand, bestand ursprünglich aus dem runden Keep an der Ostseite und einer vieleckigen, sich der Geländeform anpassenden Ringmauer. Sie wurde nach 1280 noch erhöht, doch sind von ihr und vom Keep nur die Fundamente erhalten. Das einfache Burgtor befand sich unmittelbar nördlich des Keeps an der Nordostseite der Burg. Neben einigen kleinen Holzbauten befand sich im Westen der Kernburg die ursprünglich kleine Halle, die um die Mitte des 13. Jahrhunderts erweitert wurde. Nach 1280 wurde die Halle erneut vergrößert und durch den Anbau eines Blocks mit Wohngemächern und eines Kapellenturms im Südosten erweitert. Von diesem Wohngebäudekomplex sind neben den Fundamenten nur noch zwei zweigeschossige Mauerteile der Halle und des Kapellenturmes erhalten, die die Ansicht der Ruine von Süden prägen.